# Nave
Nave (lombardul: Nàe) település Olaszországban, Lombardia régióban, Brescia megyében. Lakosainak száma 10 552 fő (2023. január 1.). Nave Botticino, Brescia, Concesio, Lumezzane, Serle, Bovezzo és Caino községekkel határos.

## Népesség
A település lakossága az elmúlt években az alábbi módon változott:
| Lakosok száma | 10 922 | 10 843 | 10 552 |
|               | 2017   | 2018   | 2023   |